# أرسلان بكج
النقيب المتقاعد أرسلان رمضان بكج هو باحث أردني، ولد بعمان، سنة 1934م. وأصله شركسي يعود نسب أجداده إلى أرض القفقاس الشمالي الغربي- عقب احتلال القوات الروسية القيصرية لبلادهم في السنة 1846م- الذين نزحوا إلى بلاد الإمبراطورية العثمانية، ثم استوطنوا مدينة عمان.
تلقى تعليمه في مدارس عمان ونابلس.
التحق بالجيش العربي الأردني سنة 1948م، أثناء حرب فلسطين.
خدم في الديوان الملكي الهاشمي كأحد أفراد الحرس الملكي الخاص لمدة 18 سنة.
أحيل على التقاعد سنة 1975م برتبة نقيب.
حاز أوسمة منها: وسام الاستقلال الأردني، وسام الأرز من الجمهورية اللبنانية، وسام الشرف من الجمهورية التونسية، وسام الجلالة الشريفة من المملكة المغربية، وسام من الجمهورية الإيرانية ووسام من ماليزيا.
توفي في عام 2011

## من أهم مؤلفاته
- صور من التراث الأردني الفلسطيني سنة 1981م.
- عمان بين الأمس واليوم؛ سنة 1983م وحصل على درع مدينة عمان. والكتاب يصف معالم مدينة عمان، ويستند مصادرها إلى صور تاريخية توضح التطور الكبير الريع لنشأتها في مختلف الميادين من عمرانية وثقافية وإدارية وصناعية وتجارية.
- The Land of Jordan باللغة الإنجليزية، سنة 1990م.
- طيور الأردن سنة 1992م وباللغتين الإنجليزية والعربية.
- طيور في سماء الأردن للأطفال؛ سنة 1994م.
- عمان تاريخ وصور – بمناسبة اختيار عمان عاصمة للثقافة العربية. عام 2002م.
- إعادة طباعة الكتاب المصور للملك عبد الله الأول بن الحسين
- كتيب أعلام ورايات الهاشميين. عام 2006م.
- صور من ذاكرة الأردن عام 2008م.